# Peter Utaka
Peter Maduabuci Utaka (* 12. Februar 1984 in Enugu) ist ein nigerianischer Fußballspieler.

## Karriere

### Verein
Utaka begann seine aktive Karriere als Fußballspieler an der University of Nigeria Teaching Hospital (UNTH) in seiner Geburtsstadt Enugu. Im Jahre 1998 wechselte er zuerst in den Nachwuchsbereich von Ismaily SC in Ägypten und dann in die des kroatischen Klubs Dinamo Zagreb. Nach einem Jahr kehrte er wieder in seine Heimat zurück, wo er schließlich bis 2004 in der Offensivabteilung der Fußballmannschaft an der UNTH im Einsatz war.
Zur Zweitligasaison 2002/03 kam er zum belgischen Klub Patro Eisden Maasmechelen. In der Spielzeit 2003/04 kam er in der Herrenmannschaft des Vereins zu seinen ersten Pflichtspieleinsätzen. Aufgrund seiner guten Offensivleistungen und der Torgefährlichkeit wurden auch Vereine aus der Jupiler Pro League, der höchsten belgischen Fußballliga, auf ihn aufmerksam. In der Winterpause der Saison 2004/05 wechselte er zum Erstligisten KVC Westerlo.
Zum 1. Februar 2007 wechselte er zu Royal Antwerpen in die 2. Liga. Am Ende der Spielzeit konnte Utaka insgesamt 22 Ligatreffer bei 34 absolvierten Partien verzeichnen, wobei er gleich acht Mal im Doppelpack traf.
Im August 2008 wechselte Utaka zum dänischen Erstligisten Odense BK. Er  unterschrieb er einen Vertrag mit einer Laufzeit von drei Jahren. Insgesamt brachte es Utaka in der Saison 2008/09 auf 27 Einsätze, in denen er zwölf Treffer erzielte und sechs Torvorlagen gab. Mit der Mannschaft wurde er mit fünf Punkten Rückstand auf den FC Kopenhagen dänischer Vizemeister.
In der Folgesaison wurde Utaka in allen 33 Meisterschaftsspielen eingesetzt und kam dabei auf eine Bilanz von 18 Toren und sechs Vorlagen und wurde Torschützenkönig der dänischen Superliga 2009/10.
In der Winterpause der Saison 2011/12 wechselte Utaka für geschätzte 500.000 Euro Ablöse nach China zu Erstliga-Aufsteiger Dalian Aerbin. Seitdem spielte er für diverse Vereine in Asien und kehrte 2018 kurzzeitig zurück nach Dänemark und schloss sich Vejle BK an.
Seit dem Sommer 2018 spielt er wieder in Japan. Zuerst bei Tokushima Vortis, dann Ventforet Kofu und von Anfang 2020 bis Saisonende bei Zweitligist Kyōto Sanga. Mit dem Verein aus Kyōto feierte er Ende 2021 die Vizemeisterschaft und den Aufstieg in die erste Liga. Nach 109 Ligaspielen und 52 geschossenen Toren für Kyōto wechselte er im Januar 2023 zu seinem ehemaligen Verein Ventforet Kofu. Nach zwei Spielzeiten wurde sein Vertrag nach der Saison 2024 nicht verlängert.

### Nationalmannschaft
Im September 2009 wurde Utaka erstmals von Shaibu Amodu zu einem Qualifikationsspiel zur WM 2010 gegen Mosambik für die A-Nationalmannschaft Nigerias einberufen, kam aber nicht zum Einsatz. Am 3. März 2010 gab Utaka sein Nationalmannschaftsdebüt unter dem neuen Cheftrainer Lars Lagerbäck.

## Privatleben
Peter Utaka ist der Bruder des 49-fachen nigerianischen Nationalspielers John Utaka.

## Erfolge
Odense BK
- Dänischer Vizemeister: 2008/09, 2009/10

Sanfrecce Hiroshima
- Japanischer Superpokalsieger: 2016

Kyoto Sanga FC
- Japanischer Zweitligavizemeister: 2021  ▲

## Auszeichnungen
- Torschützenkönig der belgischen Division II: 22 Tore (Royal Antwerpen, 2007/08)
- Torschützenkönig der dänischen Superliga: 18 Tore (Odense BK, 2009/10)
- Torschützenkönig der japanischen J1 League: 19 Tore (Sanfrecce Hiroshima, 2016)
- Torschützenkönig der japanischen J2 League: 22 Tore (Kyōto Sanga, 2020)